# Zibo
Zibo (淄博) é uma cidade da China, na província de Xantum. Também conhecida como Tzepo ou Tzupo. Tem cerca de 2.8 milhões de habitantes.

## Cidades Irmãs
- São José dos Pinhais, Paraná, Brasil[1]

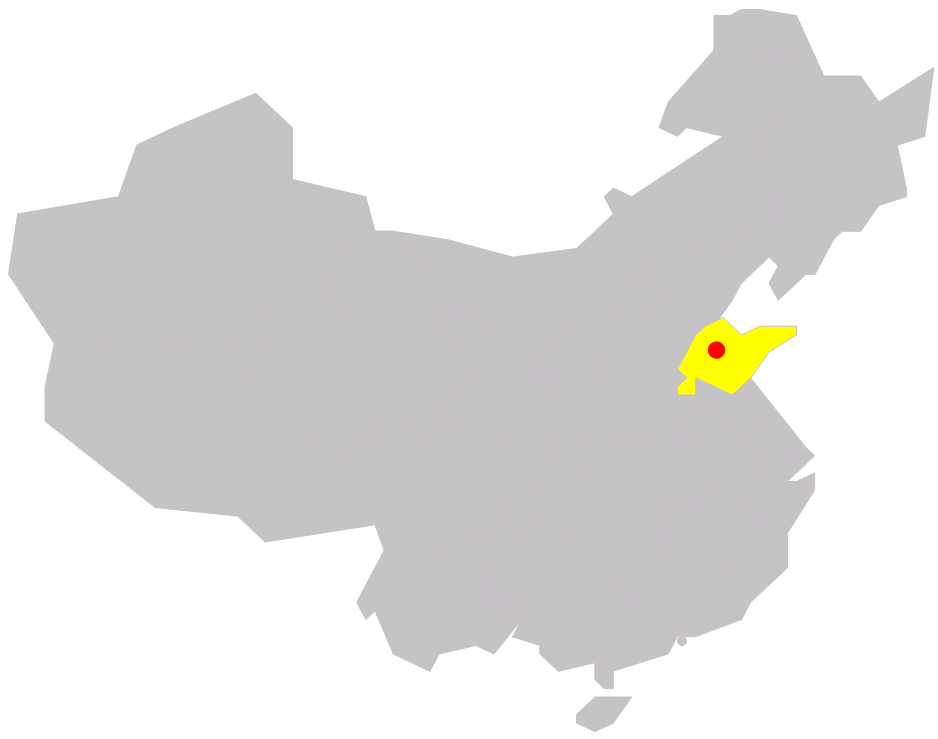
Localização de Zibo